# Distretto di Habana
Il distretto di Habana è uno dei sei distretti  della provincia di Moyobamba, in Perù. Si trova nella regione di San Martín e si estende su una superficie di 91,25 chilometri quadrati.

Istituito il 2 gennaio 1857, ha per capitale la città di Habana; al censimento 2005 contava 1.638 abitanti.